# Збройні сили Білоруської Народної Республіки
Збройні сили Білоруської Народної Республіки (біл. Узброеныя сілы Беларускай Народнай Рэспублікі; Uzbrojenyja siły Biełaruskaj Narodnaj Respubliki) — комплекс збройних формувань, що створювалися на частині території сучасної Білорусі в період з листопада 1917 по березень 1921 року. В основному діяли у співробітництві з Військом Польським.

## Формування під егідою БНР

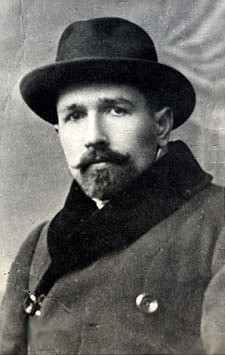
Степан Некрашевич

24 листопада 1917 року, ще задовго до появи БНР, на території частково зайнятій німецькими військами Білорусі був сформований 1-й Мінський білоруський піхотний полк (близько 2 тис. чол.), що став основою збройних формувань Виконавчого комітету Великої Білоруської ради Всебілоруського з'їзду. Цей полк брав участь в боях з більшовиками в січні — лютому 1918 році, діючи спільно з польським корпусом під командуванням генерала Довбор-Мусніцького. 9 березня 1918 року, користуючись черговим наступом німецьких військ, Виконком ради оголосив про створення Білоруської Народної Республіки.
20 жовтня Рада БНР звернулася до канцлера Німецької Імперії, ще раз попросивши визнання незалежності Білорусі та дозволу на створення білоруського армії.

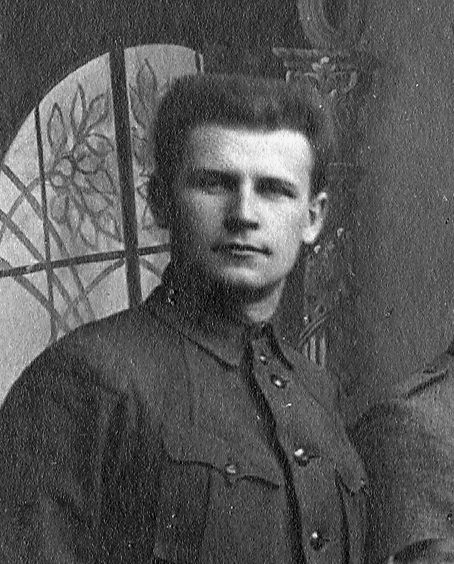
Костянтин Єзовітов

Білоруські офіцери, не чекаючи дозволу від німецької влади, використовуючи зібрану селянами зброю, приступили до створення білоруських військ. Німці у відповідь на це арештували творців цих загонів, в тому числі полковника Костянтина Єзовітова, і посадили їх до в'язниці. Від розстрілу їх врятувала тільки Листопадова революція в Німеччині.

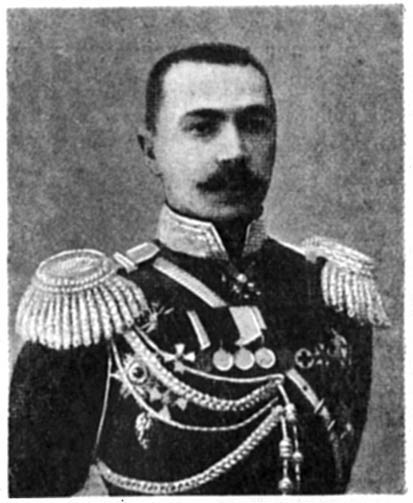
Кіпріан Кондратовч

9 листопада білоруський уряд видав ще одну постанову про формування армії. 11 листопада, згідно з нею, генералу Кондратовичу і полковнику Єзовітову було доручено створення штабу 1-го Білоруського полку. Кипріян Кондратович як член Ради БНР, запропонував проект організації 200-тисячної армії і повідомив, що віленські банкіри і громадяни на підтримку цієї ідеї готові витратити значні фінансові кошти. Єдиною перешкодою, на думку генерала, була необхідність згоди німців і поставка через них зброї.
Антон Луцкевич виступив проти пропозиції генерала, бо не вірив у «підтримку мас» і був переконаний у відмові з боку німців. Проте, все ж таки він дав дозвіл на створення делегації у складі Р. Скірмунта, В. Савичем та ін., і відправив її до німецького командування. Як в солдатській раді 10-ї армії, так і в штабі генерала Е. Фалькенгайна делегація отримала відмову. Німецький командувач відповів просто: «Якщо в поле зору німецьких військ попадуть якісь збройні сили, то ми звернемо проти них свої кулемети».
Під час зустрічі генерала Кіндратовича з польським командувачем генералом Владиславом Вейтком, було вирішено, що кожна народність буде мати власні відділи самооборони на принципах автономії, і тільки в разі спільної загрози буде підкорятися загальному керівництву. Однак до утворення спільного фронту проти більшовиків справа не дійшла.
Діяльність Ради БНР в напрямку створення самостійної армії стурбувала навіть більшовиків. Додав хвилювання і той факт, що на сторону Ради перейшли білоруські есери, яких більшовики отруїли своїми пропозиціями про компроміс (есери брали участь в переговорах Луцькевича з Леніним).
Однак занепокоєння більшовиків не були виправданими. БНР не вистачило ні часу, ні організаційних талантів, щоб в короткий час створити боєздатні війська. Крім того в білоруському уряді (Раді народних міністрів) панували капітулянтські настрої і взагалі нерозуміння в ім'я чого створюється армія. Вербування йшла повільно, а в додаток у сформованих підрозділах панували пробільшовицькі погляди.

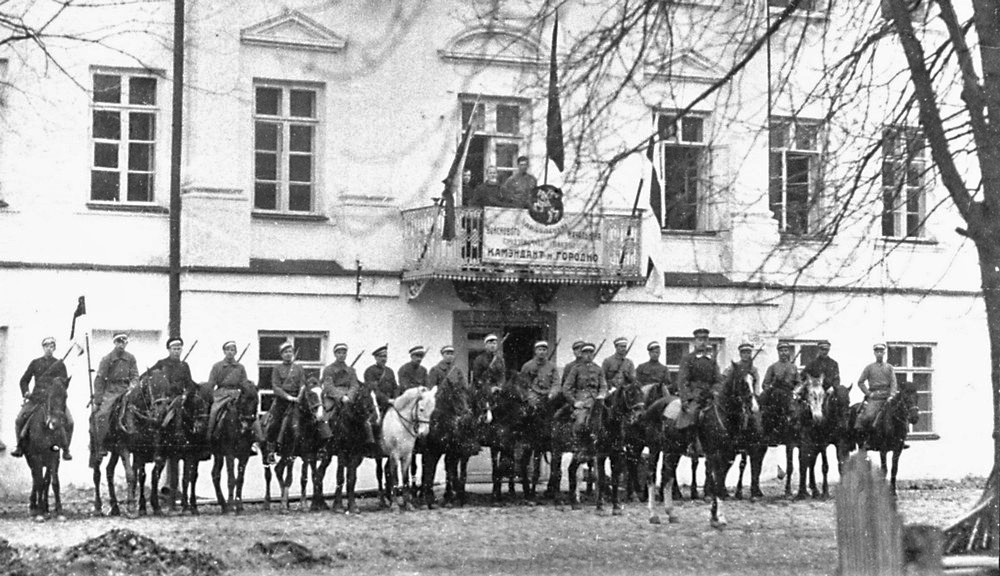
Білоруські солдати перед будівлею військової комендатури в Гродно, 1919 р.

Усвідомлюючи слабкість свого становища, лідери БНР спробували встановити контакти з поляками для спільного створення боєздатних частин, але спроби ці не увінчалися успіхом — поляки не були зацікавлені в створенні білоруської держави, а тим більше, «великої Білорусі», яка претендувала на такі міста, як Вільнюс і Білосток, оспорювані Польщею. Наступним претендентом на роль союзника республіки стали війська англо-французьких інтервентів на Півдні Росії. 13 січня 1919 року голова Білоруського національного центру Степан Некрашевич звернувся до командувача союзними військами генерала Бертело з меморандумом про створення так званої «Західної армії» — білоруського аналога добровольчої армії, яка б мала на меті боротьбу з більшовиками. На посаду головнокомандувача пропонувався генерал Вент. Однак сформувати вдалося тільки одну дивізію — Західну стрілецьку (прибл. 10 тис. чол.), яка складалася не тільки з білорусів, але, головним чином, з поляків і литовців, і розпалася при першому ж зіткненні з частинами Червоної армії.
БНР не вдалося спертися на дієздатну білоруську армію. Її повноцінному формуванню перешкоджали і більшовицький режим, і німецька окупація. Не було достатньої підтримки серед населення, а через нечисленність білоруської інтелігенції не вистачало офіцерських кадрів. Крім того, велика частина білоруського чоловічого населення була мобілізована і розкидана по фронтам за межами Білорусі..

## Період польської окупації (1919—1920)

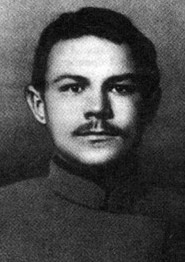
Олесь Гарун

Влітку 1919 року велика частина Білорусі була зайнята польськими військами, внаслідок чого було вирішено повернутися до організації білоруської армії. Білоруські політичні діячі розпочали переговори з польською владою на предмет формування військових підрозділів. З цього приводу в Вільні була створена Білоруська військова комісія (БВК), голова якої Павло Алексюк 9 червня заявив: «Ми повинні створити свою армію, яка поруч з польськими та іншими військами звільнить Білорусь від більшовизму». Проте, поляки не поспішали з формуванням білоруських частин: тільки 22 жовтня Юзефом Пілсудським було видано декрет, що дозволяв створити 2 білоруських батальйони і затвердив БВК в складі Павла Алексюка, А. Прушинського (Алеся Гаруна), Францішка Кушаля і В. Мурашко. Полковник Конопацький був призначений головнокомандувачем армії.
Штаб війська розмістився в Слонімі. Тут же були організовані офіцерські курси. Обмундирування і спорядження для білоруських частин полякам вдалося отримати з Франції, де зберігалися запаси військового майна, які залишилися від американських військ. У всіх великих білоруських містах, підконтрольних полякам: в Мінську, Слуцьку, Бобруйську, Гродно, Барановичах, Пінську, Ліді, Бресті, Білостоку — була оголошена мобілізація, відкривалися пункти для вербування і запису добровольців. Але не минуло й місяця, як польське командування переконалося в марності ідеї створення білоруської армії: білоруси, а особливо селяни, всіма силами противилися мобілізації, і в армію вдалося залучити тільки 485 чоловік.

## «Зелена армія»
В 1920 році чергова спроба створення армії була зроблена Білоруською партією есерів. «Зараз настав той час, коли Білоруська республіка не може більше існувати без своєї білоруської армії, яка тільки одна може зрозуміти правильні справи передового білоруського народу і нести внутрішню і зовнішню охорону Білоруської республіки», — писала есерівська газета «Змаганне».
На відміну від членів Ради БНР та Польщі, есери зробили реальні кроки по створенню партизанської «зеленої» армії на території радянської Білорусі, які мали стати ядром майбутньої регулярної білоруської армії. Організація таких «зелених» загонів займався П. Злотський, через якого білоруські есери контактували з російським політичним комітетом Бориса Савінкова у Варшаві, пізніше реорганізованого в «Народний союз захисту Батьківщини і Свободи» і який мав кілька філій в Білорусі. Однак, наприкінці 1920 року Зелена армія налічувала всього не більше 3,2 тисяч чоловік. Де-факто ці сили, як і сили, що формувались при поляках роком раніше, вже не контролювалися владою БНР, як і сама територія Білорусі, проте процес їх формування формально відбувався під їх контролем.

## Слуцьке Повстання

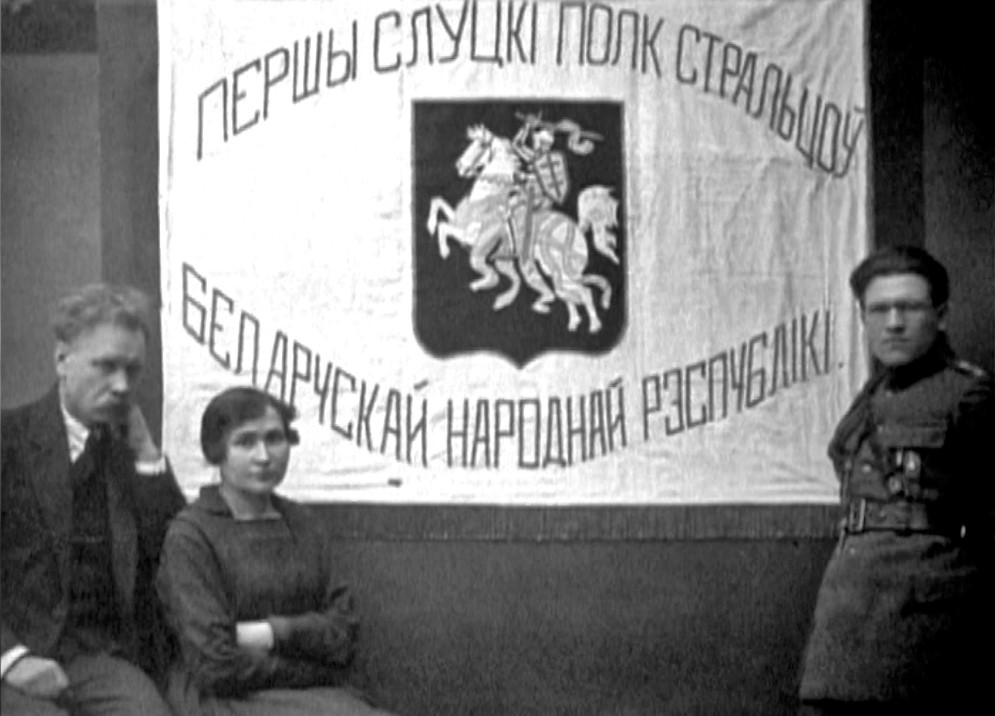
Прапор 1-го Слуцького полку у Вільно. 1921 рік

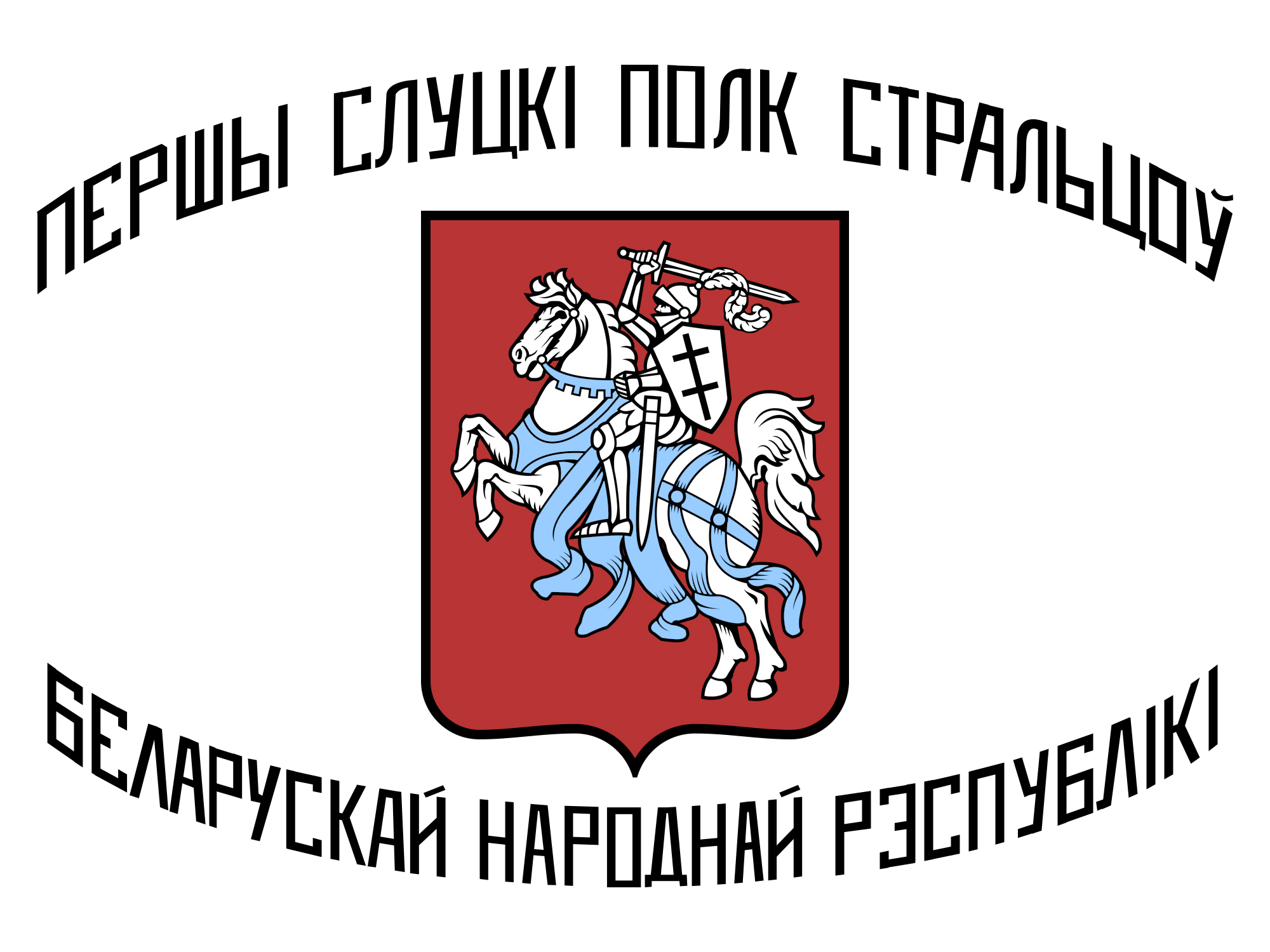
Прапор 1-го Слуцького полку з гербом «Погоня»

Четверта реінкарнація білоруської армії припала на жовтень 1920 року. З 15 по 16 жовтня в Слуцьку, зайнятому польськими військами, білоруські політичні діячі скликали з'їзд представників волостей і містечок. На ньому була вибрана Слуцька рада, очолювана есером В. Прокулевичем, і проголошена Слуцька республіка. 17 листопада рада оголосила загальну мобілізацію з метою створення антибільшовицької армії. Озброєння і фінансові кошти забезпечувалися Польщею. Однак вдалося сформувати лише 1 Слуцьку стрілецьку бригаду у складі двох полків — слуцьких мушкетерів і Грозавского полку, який налічував близько 4 тисяч чоловік.
Згідно з договором між Радянською Росією та Польщею польські війська повинні були залишити Слуцьк і передати його під контроль Червоної Армії. Під час наступу більшовиків з 28 листопада по 31 грудня 1920 року бригада з перемінним успіхом чинила їм опір, але в підсумку була змушена відступити до Польщі.
Винятоком став лише білостоцький батальйон під командуванням Н. Демидова, що залишився в нейтральній зоні між польськими і радянськими військами для продовження боротьби від імені БНР. 29 листопада батальйон з невеликими втратами (4 убитих і 10 поранених) змусив утікати 40-й стрілецький полк РСЧА і взяв курс на Слуцьк з метою з'єднання із стрілецькою бригадою, яка на той час вже припинила боротьбу, прямуючи до Польщі. Дізнавшись про це, Демидов продовжив здійснювати опір на Мозирщині аж до січня 1921 року, поки теж не був змушений втікати в Польщу. Окремий білостоцький батальйон Н. Демидова вважається останньою білоруською військовою частиною, яка залишила Білорусь під натиском більшовиків. Незважаючи на те, що Рада БНР не мала до слуцького повстання ніякого відношення, сучасні білоруські історики вважають його епізодом історії БНР..

## Армія Булак-Балаховича

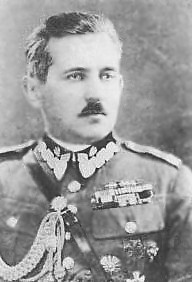
Станіслав Булак-Балахович

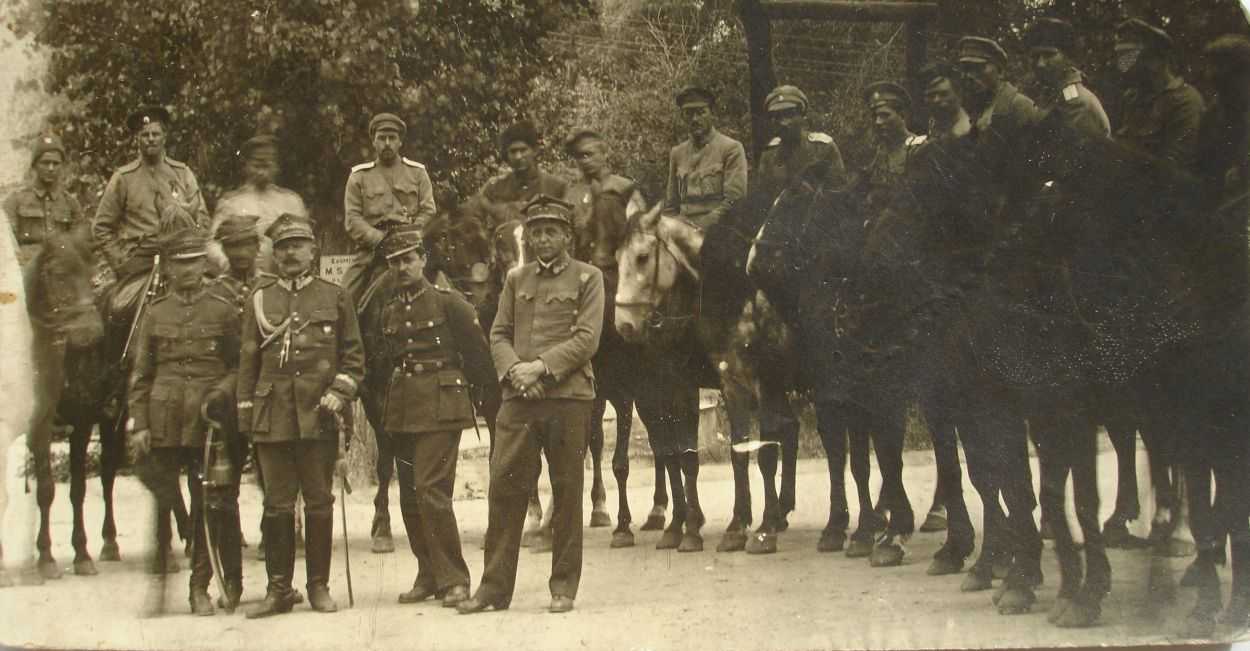
Станіслав Булак-Балахович і польські офіцери. Берест, 1920.

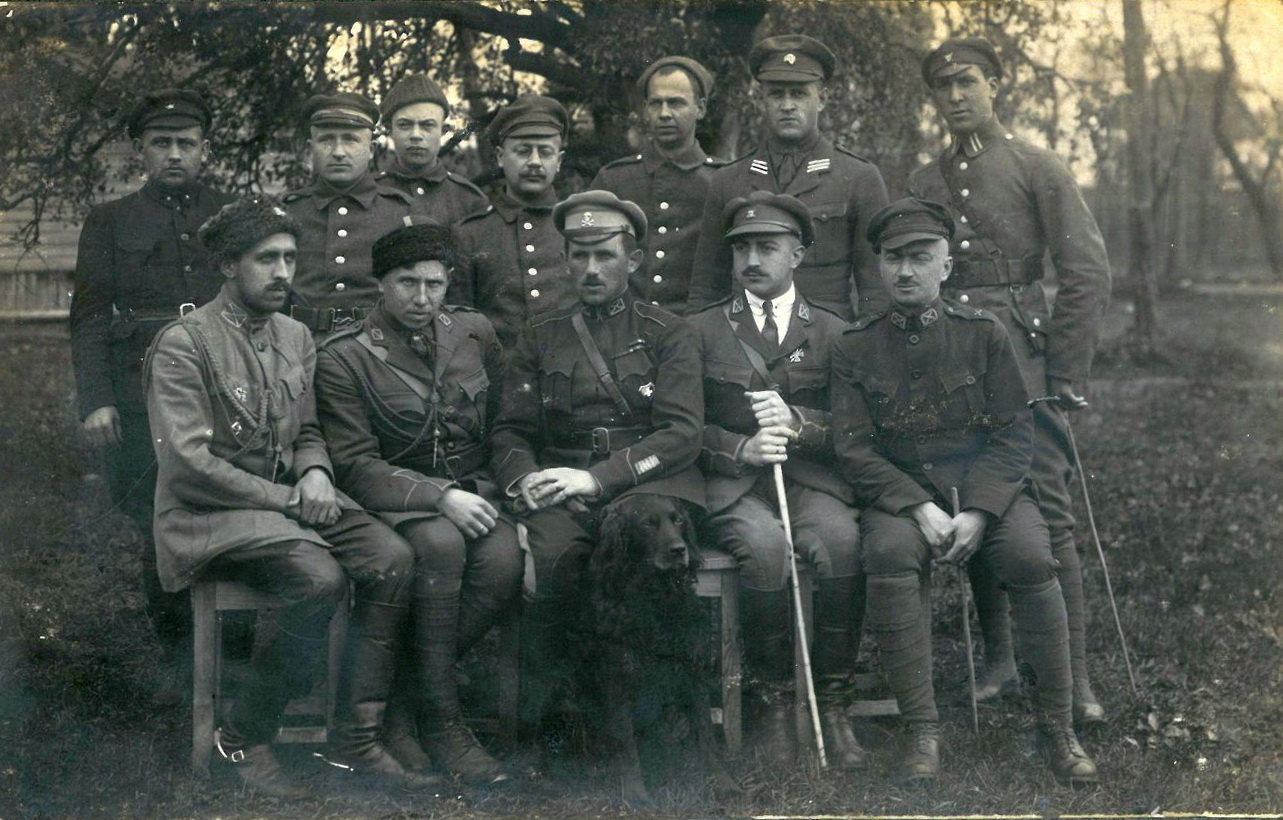
Генерал-майор Станіслав Булак-Балахович з членами штабу його загону. Черемуха, 1920

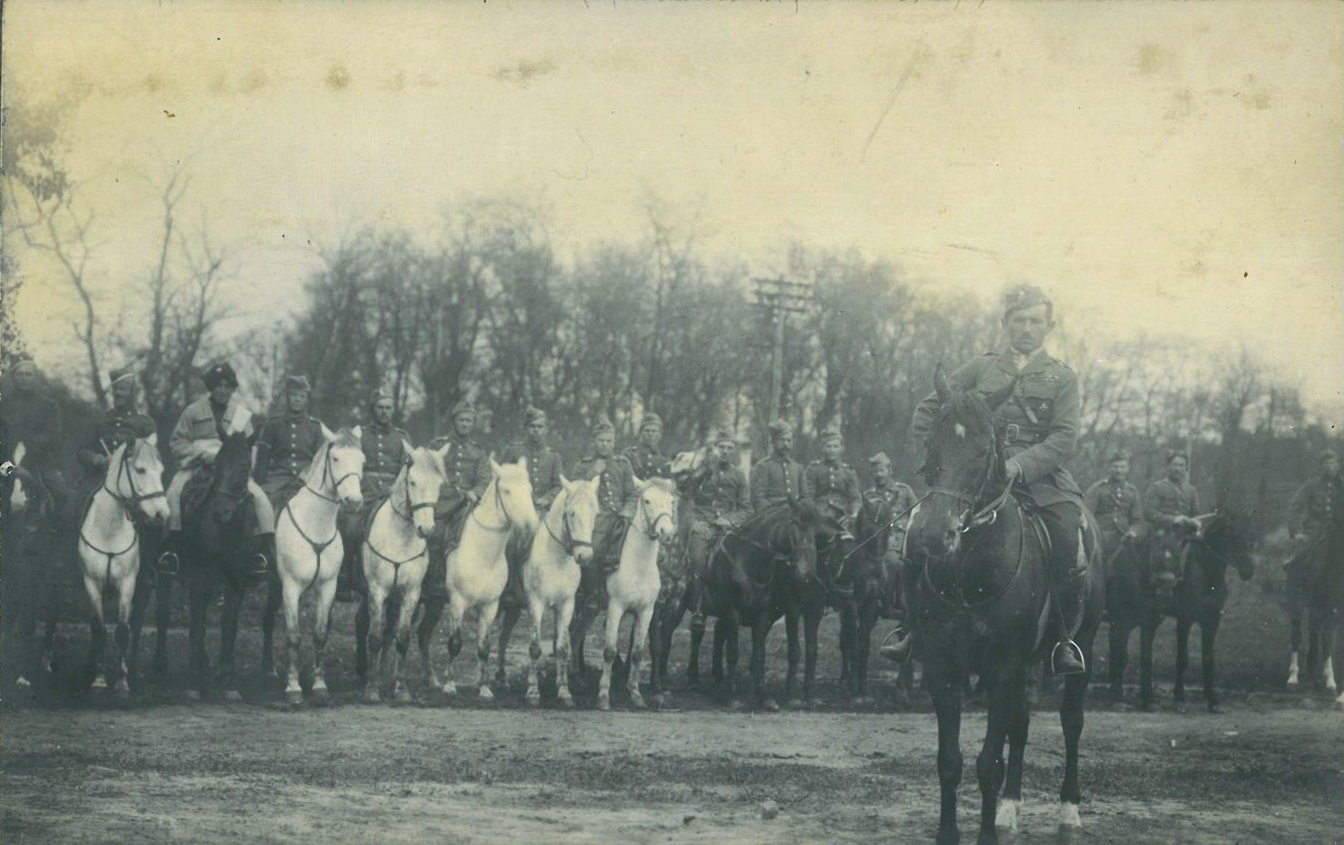
Штаб групи Булак-Балаховича. Брест, 1920.

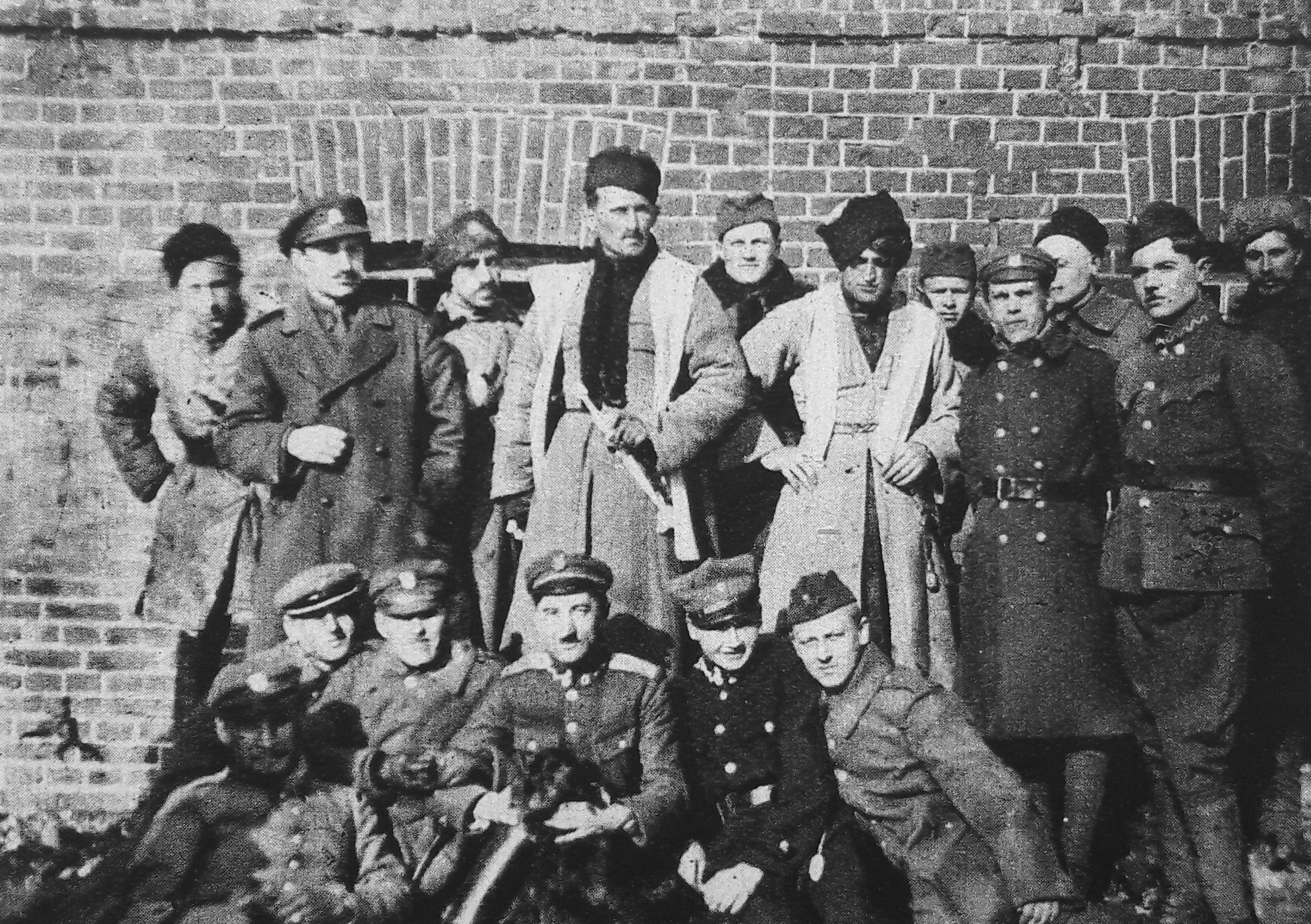
Балахович з загоном, 14 березня 1920

Окремо від інших білоруських частин, які функціонували в період громадянської війни, розглядається Російська народна добровольча армія генерала Станіслава Булак-Балаховича — найбільше військове формування на службі БНР, яке за розмірами перевершувало всі інші частини, коли-небудь підконтрольні цій державі. У листопаді 1919 року, після контактів з військово-дипломатичною місією БНР в Естонії і Латвії, Станіслав Булак-Балахович оголосив про перехід на службу Білорусі разом зі своїм загоном, який отримав назву «Окремий загін військ БНР» .
На піку свого розвитку ця армія налічувала 25 тисяч чоловік (9,5 тисяч багнетів і 4,5 тисячі шабель при 67 гарматах), причому до її складу, крім білорусів, входили представники інших національностей: українці, німці, литовці, латвійці, естонці, поляки, росіяни. Ставка генерала знаходилася під Туровом. У розпорядження Білоруської Ради свій військовий підрозділ Булак-Балахович підпорядкував самостійно, але, оскільки, більшість солдатів армії складали росіяни, то етнічно білоруською цю армію вважати не можна.
У березні 1920 загін генерала, що складався в основному з колишніх військовослужбовців російської Північно-Західної армії, перейшов на територію, зайняту польською армією. Після початку масштабних бойових дій загін брав участь у складі польської армії в боях проти Червоної армії в Білорусі. У вересні 1920 року загін Булак-Балаховича отримав статус союзної армії і був підпорядкований Російському політичному комітету в Польщі на чолі з Борисом Савінковим.
Полковник Лісовський, польський військовий прокурор, негативно відгукувався про російську народну добровольчу армію:
|  | Армія Балаховича є бандою розбійників. Щоб зайняти якесь місто, він посилає солдат, ті грабують і вбивають мирних жителів. Після погромів приїжджає Балахович зі своїм штабом, починаються п'янки. Балахович заохочує грабежі, інакше солдати відмовилися б воювати ... Офіцер, який вступав в армію Балаховича, обливає себе брудом, який вже не змиєш. |

Спільно з армією Булак-Балаховича діяла значно менша Білоруська народна армія (900 осіб). На Рівненському напрямку оперували 3-тя російська армія Б. Перамикіна (16 тисяч чоловік). Всі ці три армії сприяли також військам Петра Врангеля, з чим білоруська влада не могла не рахуватися.
Найбільш успішно «балаховці», як їх прозвали в народі, вели бойові дії восени 1920 року. У жовтні на вимогу Польського Сейму вони були змушені покинути територію Польщі і увірвалися в Білорусь. Попередньо узгодивши свої дії з Савінковим, Булак-Балахович розраховував на підтримку селянства і організацію селянських повстань на більшовицьких територіях. 10 листопада загони Булак-Балаховича взяли Мозир, розпочавши стрімке просування на схід, однак на Дніпрі їх чекала невдача: сили червоних, в кілька разів переважаючи сили балаховців, зуміли зайти в тил суперника і почали відтісняти його на схід, плануючи взяти в оточення. Врятували армію Булак-Балаховича солдати білостоцького і смоленського полків, які форсували річку Прип'ять і вчасно прийшли їм на допомогу. Але загальне положення це не змінило: стратегічна перевага як і раніше залишалася за більшовиками, які стрімко просуваючись на захід, змусили балаховців відступати. Врешті-решт це призвело до повернення частин російської народної добровольчої армії в Польщу.
Після укладення Ризького мирного договору між Радянською Росією і Польщею залишки цих військ були роззброєні поляками і направлені в табори для інтернованих. В червні 1921 року, з ініціативи Савінкова відбулася їх реорганізація, на випадок можливого продовження збройної боротьби з більшовиками, але в кінці того ж року ці частини остаточно припинили своє існування.

## Форма і знаки розрізнення
Брак обмундирування, а також його різноманіття впливали на відсутність характерної форми одягу в військах БНР. Так, формою чинів 1-ї Слуцької стрілецької бригади був костюм з саморобного сукна (куртка типу френч і штани-галіфе), виготовлений кустарним способом, і заяча шапка-вушанка. Офіцери носили стару форму зразку Російської імперії, але на їх головних уборах і комірах була національна емблема «Погоня». Солдати носили емблему тільки на головних уборах.
Рішенням БВК в 1919 році була введено особливу форму одягу для білоруських військових частин, розроблену спеціально створеною для цього комісією. Облямівка на кашкетах англійського зразку була окремого кольору для кожного виду підрозділів: для піхоти — чорна, штабістів — червона, кавалеристів — біла. Розрізнялися і кольори оксамитового околишу: сірі — в піхотинців, блакитні — у кавалеристів і чорні — в штабістів. На околишах розміщувалася стрічка з національних кольорів, в середині якої знаходився герб «Погоня». Герб також вишивався на погонах.
Спроектований мундир був типу френч, сірий, з облямівкою, кольори яких розподілялися аналогічно кольорам на облямівці кашкетів. В кавалерії, крім того, були блакитні комір і вилоги. Погони мали сірий колір, в тон мундиру. Відзнаки в офіцерів розташовувалися не на погонах, а на рукавах — у вигляді срібних смужок. Були у них і срібні петлиці на комір.
Солдатська шинель відрізнялася від офіцерської тим, що була однобортною (офіцерська мала два борти). Шинелі мали такий же колір, як у польській армії, з облямівкою, як на мундирі. Що характерно для будь-якої армії, яка діяла в період громадянської війни, а тим більше, інтернаціональної, армія Булак-Балаховича не мала єдиного зразку обмундирування. Відмінною рис «балаховців», як їх називали в народі, були шапки-кубанки з жовтим верхом.